# Geyria parvissima
Geyria parvissima är en insektsart som först beskrevs av Fraser 1952.  Geyria parvissima ingår i släktet Geyria och familjen myrlejonsländor. Inga underarter finns listade i Catalogue of Life.